# Nah & Frisch

Offizielles Logo Nah&Frisch

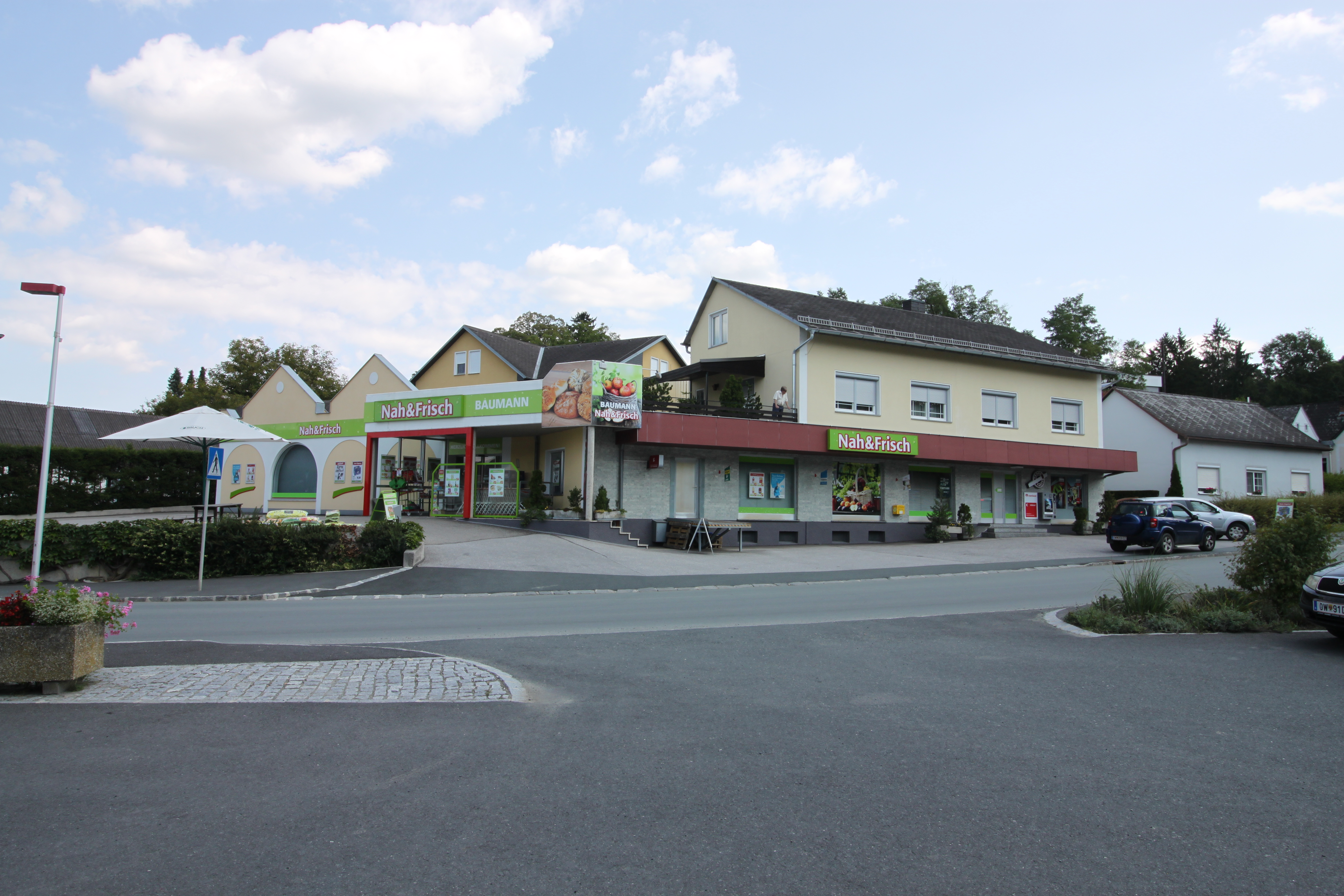
Nah&Frisch in Kohfidisch

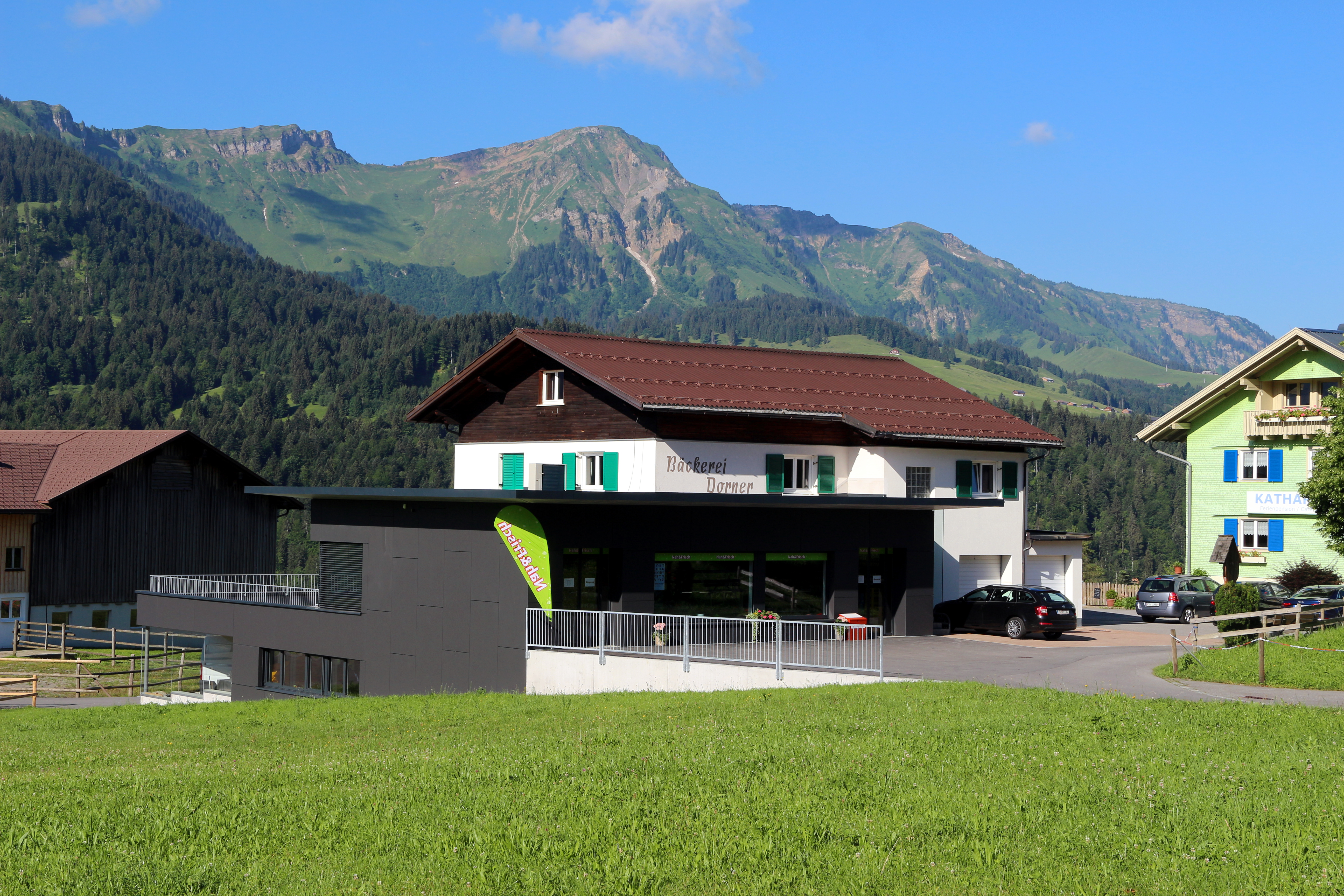
Nah&Frisch in Sibratsgfäll

Nah&Frisch ist eine 1983 gegründete Dachmarke, unter der sich rund 400 selbstständige österreichische Einzelhandelskaufleute der Lebensmittelbranche zusammengeschlossen haben. Die Verbundgruppe geht aus den ehemaligen Marken A&O, IFA und ff hervor und ist besonders im ländlichen Raum stark vertreten.
Unter der Marke Nah&Frisch arbeiten selbständige Kaufleute mit drei Großhandelshäusern zusammen, die IT-Infrastruktur, Zentraleinkauf und weitere Serviceleistungen zur Verfügung stellen. Diese drei Großhändler sind wiederum Teil der Einkaufsgemeinschaft Markant Österreich GmbH.

## Nah&Frisch

### Einzelhandel
Im Jahr 2016 erwirtschaftete Nah&Frisch in Österreich an knapp 500 Standorten einen Umsatz von 300 Millionen Euro. Der durchschnittliche Umsatz pro Standort wurde mit 603.000,00 Euro beziffert. Im Vergleich zu 2015 stieg der Umsatz um 1,5 Prozent. Die Gesamtverkaufsfläche beträgt etwa 100.000 m², der durchschnittliche Nah&Frisch-Markt hat eine Verkaufsfläche von 200 m². Bei Nah&Frisch sind im Jahr 2016 rund 2000 Mitarbeiter beschäftigt. In 358 Standorten wird frisch gebacken, 268 Kaufleute verfügen über eine Kaffee-Ecke, 213 Märkte sind eine Lotto/Toto-Annahmestelle und 176 Nah&Frisch agieren als Postpartner.
Eine weitere Vertriebsschiene neben dem klassischen Nah&Frisch-Geschäft ist Nah&Frisch punkt. Gedacht für den städtischen Bereich, Tourismuszentren und hochfrequentierte Standorte, werden auf einer maximalen Verkaufsfläche von 100 m² bis zu 1200 Artikel angeboten. Die Kombination mit einer Tankstelle (z. B. seit 2019 mit SOCAR) und weiteren Dienstleistungen, etwa Imbisskonzept oder Lotto/Toto, ist individuell möglich. Nah&Frisch punkt hält 2016 bei 20 von den Großhändlern Kastner und Kiennast belieferten Standorten. Ein ähnliches Konzept verfolgt der Großhändler Pfeiffer mit den als Land lebt auf bezeichneten Nahversorgern.
Für das Jahr 2021 wurden folgende Strukturdaten veröffentlicht: Standorte: 430, Umsatz 321 Millionen Euro, Mitarbeiter: 1.881, Verkaufsfläche 81.800 m², durchschnittliche Verkaufsfläche: 197 m².

### Großhandel
Einkauf, Logistik und Warenwirtschaftssysteme werden den Kaufleuten von folgenden Großhandelshäusern zur Verfügung gestellt:
- Julius Kiennast
- Kastner Gruppe
- Unimarkt Gruppe (ehem. Pfeiffer)

Die drei Großhändler sind Gesellschafter der ZEV Nah&Frisch Marketingservice GmbH.
Als vierter Gesellschafter bei Nah&Frisch fungierte fast 40 Jahre lang – bis 2022 – der Großhändler Handelshaus Wedl. Im September 2022 wurde bekannt gegeben, dass sich das Handelshaus Wedl bis zum Jahresende aus Nah&Frisch und dem Lebensmitteleinzelhandel zurückzieht. Wedl konzentriert sich seitdem auf den Gastrogroßhandel.

## Markant Österreich GmbH
Die Vorläuferorganisation ZEV Markant wurde 1969 durch Zusammenschluss von A&O und IFA geschaffen, ab 1983 war auch ff integriert, seitdem wird auch die Dachmarke Nah & Frisch von Markant serviciert. Seit 2009 wird als Markant Österreich GmbH firmiert, die Abkürzung Zentrale Einkaufs- und Vertriebsgesellschaft wurde gestrichen.
Aufgabengebiete der Markant sind Dienstleistung (Fuhrpark, Regulierung), Einkauf (Handels- und Eigenmarken, Lieferantengespräche) sowie Marketing (Nah&Frisch, C&C). Die Verbundgruppe unterteilt sich in Gesellschafter, Mitglieder und Kooperationspartner.
Bis 2010 ergab sich folgendes Bild: Hauptgesellschafter mit 60 % war die Markant AG (Schweiz), 8 % zeichneten Hr. Wichtl, jeweils 4 % besaßen die Großhandelshäuser Wedl, Pfeiffer, Kiennast, die Firmen Hausmann, Weiß, dm-drogerie markt und Eurogast sowie zu je 2 % die Großhändler Kastner und Brückler. Im Jahr 2010 stockte die Markant AG ihre Anteile auf 100 Prozent auf und ist seitdem Alleineigentümer.
Die rund 30 Mitglieder der Einkaufsgemeinschaft setzen sich zusammen aus der Markant AG, den drei Großhändlern und deren Vertriebsschienen (Nah&Frisch, Nah&Frisch punkt, Unimarkt etc.), der RWA Raiffeisen Ware Austria (Lagerhaus), dm-drogerie markt und einigen weiteren Unternehmen.